# Oxytenanthera abyssinica
Oxytenanthera abyssinica là một loài thực vật có hoa trong họ Hòa thảo. Loài này được (A.Rich.) Munro mô tả khoa học đầu tiên năm 1868.